# Sterh (svemirska letjelica)
Sterh (rus. Стерх – snježni ždral, lat. Leucogeranus leucogeranus), mala je svemirska letjelica nove generacije, namijenjena obnovi ruskog segmenta međunarodnog sustava KOSPAS-SARSAT (rus. КОСПАС-САРСАТ). Letjelice iz ove serije namijenjene su zamjeni u orbiti satelita prijašnjeg generacije Nadežde (rus. Надежда). Minisatelit Sterh izrađen je u PO Poletu (rus. Производственное объединение «Полёт») zajedno s FGUP RNII KP (rus. Российские космические системы). Osnovnom razlikom od Nadežde je ta što Sterh ne pruža predavanje navigacijskog signala, jer je ta funkcija u potpunosti na sustav Glonass. Osim toga na palubi MKA Sterha je osuvremenjeni palubni radiokompleks spašavanja RK-SM. Zbog toga što se ne bave navigacijskom ulogom, mnogo su manji te ih se šalje kao privjesak drugim satelitima i misijama u niskoj Zemljinoj orbiti.  Imaju kokmunikacijsku namjenu. Lansirani su do danas Sterh 1 i Sterh 2. Bili su planirani Sterh 3 i Sterh 4. Očekivani vijek trajanja ovih letjelica je 5 godina. Mase su 160 kg. Napajaju se iz baterija i iz fiksnih solarnih panela koji se mogu rastvoriti.

## Vanjske poveznice
- (engl.) Gunter's Space Page NPO Poylot: Sterkh